# 微型滨瘤海葵
微型滨瘤海葵（学名：Haloclava minutus）为蠕形海葵科滨瘤海葵属的动物。分布于日本以及中国东海等海域。
其种加词“minutus”意为“微小的”。